# Brendan Witt
Brendan Witt (* 20. Februar 1975 in Humboldt, Saskatchewan) ist ein ehemaliger kanadischer Eishockeyspieler, der im Verlauf seiner aktiven Karriere zwischen 1990 und 2010 unter anderem 931 Spiele für die Washington Capitals, Nashville Predators und New York Islanders in der National Hockey League auf der Position des Verteidigers bestritten hat. Mit den Washington Capitals, bei denen Witt den Großteil seiner Karriere verbrachte, erreichte er die Finalspiele der Stanley-Cup-Playoffs 1998.

## Karriere
Der 1,88 m große Verteidiger begann seine Karriere bei den Seattle Thunderbirds in der kanadischen Juniorenliga Western Hockey League, bevor er beim NHL Entry Draft 1993 als Elfter in der ersten Runde von den Washington Capitals ausgewählt wurde.
Seine ersten Einsätze in der National Hockey League für die Hauptstädter absolvierte der Linksschütze in der Saison 1995/96, in der folgenden Spielzeit pendelte er das einzige Mal in seiner Karriere zwischen einem AHL-Farmteam, in diesem Fall den Portland Pirates, und dem dazugehörigen NHL-Franchise. Seit der Saison 1997/98 gehörte Witt zum Stammkader der Capitals, deren Assistenzkapitän er schließlich 2001 zusammen mit Steve Konowalchuk wurde. Nach nur einer Spielzeit verlor er diesen Posten jedoch wieder durch ein Spielervotum.
Im August 2005 gab Witt bekannt, zu einem Team mit größeren Chancen, den Stanley Cup gewinnen zu können, wechseln zu wollen, am 15. August verlängerte er allerdings seinen Vertrag in Washington. Am 9. März 2006 wurde der Kanadier schließlich im Tausch gegen Kris Beech und einem Erstrunden-Draftpick zu den Nashville Predators transferiert. Während der Lockout-Saison 2004/05 absolvierte Witt drei Spiele für die Bracknell Bees in der British National League, der damals zweithöchsten britischen Eishockeyspielklasse.
Am 3. Juli 2006 unterschrieb Witt einen Dreijahresvertrag bei den New York Islanders, wo er erneut den Assistenzkapitänsposten innehatte, diesmal zusammen mit Mike Sillinger. Bei den Islanders trug der Verteidiger die Rückennummer 32, eine Hommage an sein Vorbild und ehemaligen Teamkollegen Dale Hunter. Nach der Saison 2009/10 wurde sein noch laufender Vertrag von den Islanders beendet und Witt ausbezahlt. Daraufhin beendete der Kanadier im Alter von 35 Jahren seine aktive Karriere.

### International
Auf internationaler Ebene nahm Witt mit der kanadische U20-Nationalmannschaft an der Junioren-Weltmeisterschaft 1994 in Tschechien teil. Dabei bestritt der Verteidiger alle sieben Turnierspiele, in denen er punktlos blieb. Dennoch feierte er am Turnierende den Gewinn des U20-Weltmeistertitels.

## Erfolge und Auszeichnungen
- 1993 WHL West First All-Star Team
- 1994 WHL West First All-Star Team
- 1994 Bill Hunter Memorial Trophy
- 1994 CHL First All-Star Team

### International
- 1994 Goldmedaille bei der Junioren-Weltmeisterschaft

## Karrierestatistik

### International
Vertrat Kanada bei:
- Junioren-Weltmeisterschaft 1994

(Legende zur Spielerstatistik: Sp oder GP = absolvierte Spiele; T oder G = erzielte Tore; V oder A = erzielte Assists; Pkt oder Pts = erzielte Scorerpunkte; SM oder PIM = erhaltene Strafminuten; +/− = Plus/Minus-Bilanz; PP = erzielte Überzahltore; SH = erzielte Unterzahltore; GW = erzielte Siegtore; 1 Play-downs/Relegation; Kursiv: Statistik nicht vollständig)